# バレーボール南米選手権
南米バレーボール選手権（South American Volleyball Championship）は、南米バレーボール連盟が主催するナショナルチームの国際大会である。

## 歴史・概要
1951年に男子第1回大会、女子第1回大会がブラジル・リオデジャネイロで開催された。

## 歴代成績

### 男子
| 開催年           | 開催都市                            | 優勝           | 準優勝       | 3位          |   |
| ---------------- | ----------------------------------- | -------------- | ------------ | ------------ | - |
| 1951年（第1回）  | リオデジャネイロ                    | ブラジル       | ウルグアイ   | ペルー       |   |
| 1956年（第2回）  | モンテビデオ                        | ブラジル       | ウルグアイ   | パラグアイ   |   |
| 1958年（第3回）  | ポルト・アレグレ                    | ブラジル       | パラグアイ   | ウルグアイ   |   |
| 1961年（第4回）  | リマ                                | ブラジル       | チリ         | アルゼンチン |   |
| 1962年（第5回）  | サンティアゴ                        | ブラジル       | アルゼンチン | ベネズエラ   |   |
| 1964年（第6回）  | ブエノスアイレス                    | アルゼンチン   | ベネズエラ   | ウルグアイ   |   |
| 1967年（第7回）  | サントス                            | ブラジル       | ベネズエラ   | チリ         |   |
| 1969年（第8回）  | カラカス                            | ブラジル       | ベネズエラ   | ウルグアイ   |   |
| 1971年（第9回）  | モンテビデオ                        | ブラジル       | ウルグアイ   | アルゼンチン |   |
| 1973年（第10回） | ブカラマンガ                        | ブラジル       | アルゼンチン | ベネズエラ   |   |
| 1975年（第11回） | アスンシオン                        | ブラジル       | ベネズエラ   | アルゼンチン |   |
| 1977年（第12回） | リマ                                | ブラジル       | ベネズエラ   | アルゼンチン |   |
| 1979年（第13回） | ロサリオ                            | ブラジル       | ベネズエラ   | パラグアイ   |   |
| 1981年（第14回） | サンティアゴ                        | ブラジル       | アルゼンチン | チリ         |   |
| 1983年（第15回） | サンパウロ                          | ブラジル       | アルゼンチン | チリ         |   |
| 1985年（第16回） | カラカス                            | ブラジル       | ベネズエラ   | アルゼンチン |   |
| 1987年（第17回） | モンテビデオ                        | ブラジル       | アルゼンチン | ベネズエラ   |   |
| 1989年（第18回） | クリチバ                            | ブラジル       | アルゼンチン | ベネズエラ   |   |
| 1991年（第19回） | サンパウロ                          | ブラジル       | アルゼンチン | ベネズエラ   |   |
| 1993年（第20回） | コルドバ                            | ブラジル       | アルゼンチン | チリ         |   |
| 1995年（第21回） | ポルト・アレグレ                    | ブラジル       | アルゼンチン | ベネズエラ   |   |
| 1997年（第22回） | カラカス                            | ブラジル       | ベネズエラ   | アルゼンチン |   |
| 1999年（第23回） | コルドバ                            | ブラジル       | アルゼンチン | ベネズエラ   |   |
| 2001年（第24回） | サンティアゴ・デ・カリ              | ブラジル       | アルゼンチン | ベネズエラ   |   |
| 2003年（第25回） | リオデジャネイロ                    | ブラジル       | ベネズエラ   | アルゼンチン |   |
| 2005年（第26回） | ラジェス                            | ブラジル       | アルゼンチン | ベネズエラ   |   |
| 2007年（第27回） | サンティアゴ / ビニャ・デル・マール | ブラジル       | アルゼンチン | ベネズエラ   |   |
| 2009年（第28回） | ボゴタ                              | ブラジル       | アルゼンチン | ベネズエラ   |   |
| 2011年（第29回） | クイアバ                            | ブラジル       | アルゼンチン | ベネズエラ   |   |
| 2013年（第30回） | カボフリオ                          | ブラジル       | アルゼンチン | コロンビア   |   |
| 2015年（第31回） | マセイオ                            | ブラジル       | アルゼンチン | コロンビア   |   |
| 2017年（第32回） | サンティアゴ / テムコ               | ブラジル       | ベネズエラ   | アルゼンチン |   |
| 2019年（第33回） | サンティアゴ                        | ブラジル       | アルゼンチン | チリ         |   |
| 2021年（第34回） | ブラジリア                          | ブラジル       | アルゼンチン | チリ         |   |
| 2023 Details     | Recife                              | · アルゼンチン | · ブラジル   | · コロンビア | 5 |

### 女子
| 開催年           | 開催都市               | 優勝       | 準優勝         | 3位          |   |
| ---------------- | ---------------------- | ---------- | -------------- | ------------ | - |
| 1951年（第1回）  | リオデジャネイロ       | ブラジル   | ウルグアイ     | ペルー       |   |
| 1956年（第2回）  | モンテビデオ           | ブラジル   | ウルグアイ     | ペルー       |   |
| 1958年（第3回）  | ポルト・アレグレ       | ブラジル   | ペルー         | ウルグアイ   |   |
| 1961年（第4回）  | リマ                   | ブラジル   | ペルー         | アルゼンチン |   |
| 1962年（第5回）  | サンティアゴ           | ブラジル   | ペルー         | アルゼンチン |   |
| 1964年（第6回）  | ブエノスアイレス       | ペルー     | パラグアイ     | アルゼンチン |   |
| 1967年（第7回）  | サントス               | ペルー     | ブラジル       | パラグアイ   |   |
| 1969年（第8回）  | カラカス               | ブラジル   | ペルー         | ウルグアイ   |   |
| 1971年（第9回）  | モンテビデオ           | ペルー     | ブラジル       | ウルグアイ   |   |
| 1973年（第10回） | ブカラマンガ           | ペルー     | ブラジル       | ウルグアイ   |   |
| 1975年（第11回） | アスンシオン           | ペルー     | ブラジル       | アルゼンチン |   |
| 1977年（第12回） | リマ                   | ペルー     | ブラジル       | アルゼンチン |   |
| 1979年（第13回） | ロサリオ               | ペルー     | ブラジル       | アルゼンチン |   |
| 1981年（第14回） | サントアンドレ         | ブラジル   | ペルー         | アルゼンチン |   |
| 1983年（第15回） | サンパウロ             | ペルー     | ブラジル       | アルゼンチン |   |
| 1985年（第16回） | カラカス               | ペルー     | ブラジル       | ベネズエラ   |   |
| 1987年（第17回） | モンテビデオ           | ペルー     | ブラジル       | ベネズエラ   |   |
| 1989年（第18回） | クリチバ               | ペルー     | ブラジル       | アルゼンチン |   |
| 1991年（第19回） | サンパウロ             | ブラジル   | ペルー         | コロンビア   |   |
| 1993年（第20回） | クスコ                 | ペルー     | ブラジル       | ベネズエラ   |   |
| 1995年（第21回） | ポルト・アレグレ       | ブラジル   | ペルー         | アルゼンチン |   |
| 1997年（第22回） | リマ                   | ブラジル   | ペルー         | アルゼンチン |   |
| 1999年（第23回） | バレンシア             | ブラジル   | アルゼンチン   | ペルー       |   |
| 2001年（第24回） | モロン                 | ブラジル   | アルゼンチン   | ベネズエラ   |   |
| 2003年（第25回） | ボゴタ                 | ブラジル   | アルゼンチン   | ペルー       |   |
| 2005年（第26回） | ラパス                 | ブラジル   | ペルー         | アルゼンチン |   |
| 2007年（第27回） | サンティアゴ           | ブラジル   | ペルー         | ベネズエラ   |   |
| 2009年（第28回） | ポルト・アレグレ       | ブラジル   | アルゼンチン   | ペルー       |   |
| 2011年（第29回） | カヤオ                 | ブラジル   | アルゼンチン   | ペルー       |   |
| 2013年（第30回） | イカ                   | ブラジル   | アルゼンチン   | ペルー       |   |
| 2015年（第31回） | カルタヘナ             | ブラジル   | ペルー         | コロンビア   |   |
| 2017年（第32回） | サンティアゴ・デ・カリ | ブラジル   | コロンビア     | ペルー       |   |
| 2019年（第33回） | カハマルカ             | ブラジル   | コロンビア     | ペルー       |   |
| 2021年（第34回） | バランカベルメハ       | ブラジル   | コロンビア     | アルゼンチン |   |
| 2023 Details     | Recife                 | · ブラジル | · アルゼンチン | · コロンビア | 5 |